# Karl Reucker
Karl Reucker (* 1. März 1890 in Frankfurt am Main; † 9. Januar 1961 in Collina d’Oro) war ein deutsch-schweizerischer Arzt und Redakteur.

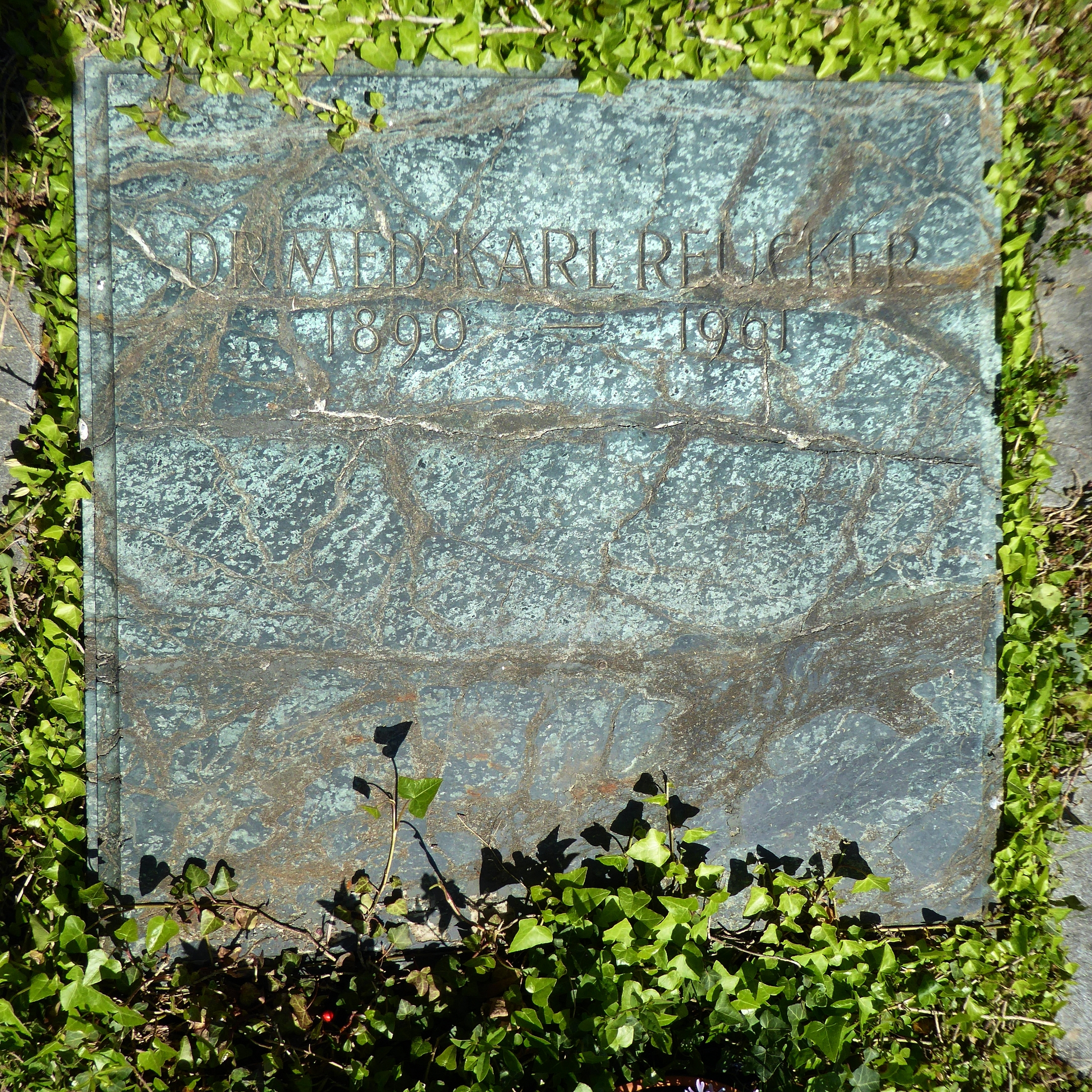
Grab auf dem Friedhof am Hörnli

## Leben und Werk
Karl Reucker absolvierte die Schule in Offenbach und promovierte als Mediziner 1914 an der Universität Strassburg. Im Ersten Weltkrieg leistete er Kriegsdienst als Arzt und lehrte ab 1919 an der Universität Frankfurt am Main. Von 1933 bis 1952 arbeitete er zu Anfang als Mitarbeiter, später als Leiter der Werbemittel- und Zeitschriftensektion bei der Ciba AG in Basel. In diesen Jahren plante und redigierte er 132-mal die Ciba Zeitschrift. Für sein Lebenswerk, das sich auch mit der Medizin, mit der Ethnologie sowie der Kunst- oder Kulturgeschichte befasste, erhielt er 1952 den Ehrendoktor der Universität Basel.
Karl Reucker war seit 1945 mit Lydia, geborene Luginbühl, verheiratet und fand seine letzte Ruhestätte auf dem Friedhof am Hörnli.